# Desmanthus pumilus
Desmanthus pumilus är en ärtväxtart som först beskrevs av Diederich Franz Leonhard von Schlechtendal, och fick sitt nu gällande namn av James Francis Macbride. Desmanthus pumilus ingår i släktet Desmanthus och familjen ärtväxter.

## Underarter
Arten delas in i följande underarter:
- D. p. michoacanus
- D. p. pumilus